# Geurige russula
De geurige russula (Russula odorata) is een paddenstoel uit de familie Russulaceae die bekend staat om zijn karakteristieke en intens geurende vruchtlichamen. Hij wordt vooral gevonden in eikenbossen.

## Kenmerken
Hoed
De hoed is 2–6 cm breed en vaak onregelmatig verbogen van vorm. De kleur varieert van roodoranje tot paarsbruin, soms met een lichte koperachtige of olijfachtige zweem. Jonge exemplaren kunnen soms robijnrood zijn, terwijl oudere vruchtlichamen vaak verbleken naar lichtrood, grijsoranje of brons-olijfkleurig. De hoedmiddellijn is meestal donkerder van kleur. Soms komen ook crème-witte exemplaren voor met een okerkleurig centrum. De hoedrand is in het oudere stadium tot halverwege duidelijk geribbeld en bobbelig. De hoedhuid laat zich gemakkelijk afpellen en is alleen jong of bij vochtig weer licht slijmerig.
Lamellen
De lamellen zijn bros, aanvankelijk bleekgeel en verkleuren later naar dieper geel tot okergeel. Ze staan dicht op elkaar en zijn aangehecht of iets uitlopend op de steel.
Steel
De steel is aanvankelijk witachtig, 2–4 cm lang en 0,5–1 cm dik. Hij wordt al snel hol vanbinnen en is vaak hol en met holtes bij oudere exemplaren. De steelbasis verkleurt geelachtig tot bruinachtig met vlekken.
Vlees
Het vlees is wit en zeer bros. Fraßplekken en holtes in de steel vertonen een lichte geelverkleuring.
Geur en smaak
De geur is zeer opvallend en karakteristiek. Verse exemplaren ruiken eerst geraniumachtig, maar veranderen al snel naar een aangenaam fruitig, zoetig of mirabellenachtig aroma. De smaak is mild, soms iets scherper bij jonge lamellen, maar niet prikkelend of heet.

## Chemische reacties
Het steelvlees reageert met guajak binnen 30 seconden en kleurt intens inktblauw. Met ijzersulfaat verkleurt het vlees binnen 2 minuten naar licht oranje tot zacht roze-bruin.

## Microscopische kenmerken
De sporen meten 6,5–9,0 × 6,0–7,5 µm. Het sporenornament bestaat uit takkerige tot niet-takkerige richels met weinig ronde wratjes, die tot 1,0 µm hoog zijn en vaak intens kleuren. De hilarvlek kleurt amyloïde.
De pileocystiden zijn cilindrisch tot licht knotsvormig, 50–70 µm lang en 3,5–6 (tot 8) µm breed, regelmatig verdeeld door septen. Ze kleuren grijs tot zwart met sulfovanilline.

## Verspreiding

Europees verspreidingsgebied

De geurige russula komt voor in Europa, hoofdzakelijk in gematigde streken. In Nederland is hij algemeen te vinden, vooral onder eiken.

## Foto's

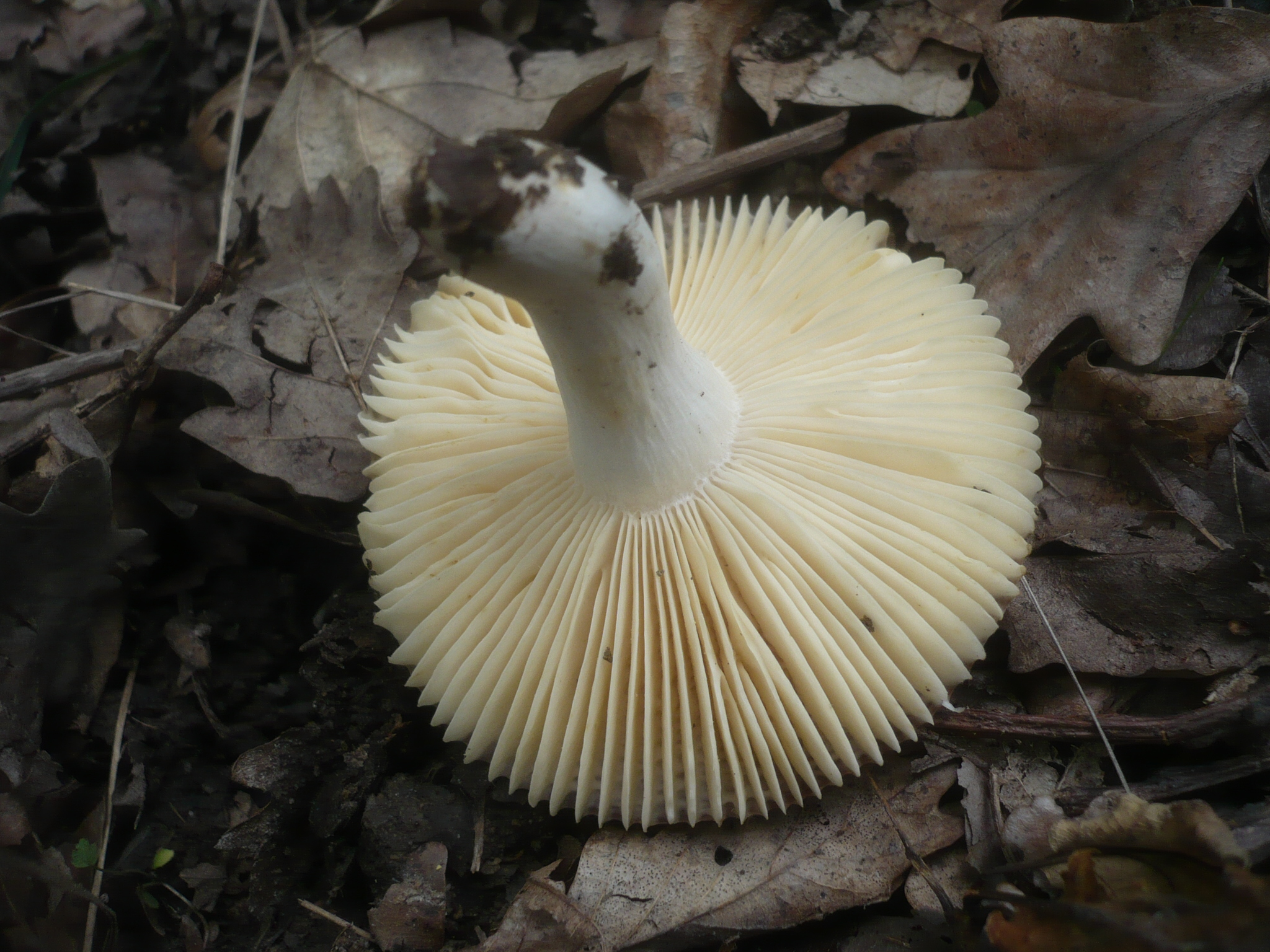
Lamellen